# Bryum reedii
Bryum reedii är en bladmossart som beskrevs av H. Robinson 1966. Bryum reedii ingår i släktet bryummossor, och familjen Bryaceae. Inga underarter finns listade i Catalogue of Life.